# عباس‌آباد (دیواندره)
عباس‌آباد (دیواندره)، روستایی از توابع بخش مرکزی شهرستان دیواندره در استان کردستان ایران است.

## جمعیت
این روستا در دهستان چهل چشمه قرار دارد و براساس سرشماری مرکز آمار ایران در سال ۱۳۸۵، جمعیت آن ۳۹ نفر (۷خانوار) بوده‌است.